# Fatos Beqiraj
Fatos Beqiraj (Bećiraj) (Peć, 5. svibnja 1988.) umirovljeni je crnogorski nogometaš rođen na Kosovu. Igrao je na položaju napadača.

## Klupska karijera
Beqiraj počeo je igrati nogomet u rodnom gradu Peći i lokalnom nogometnom klubu Shqiponja Peć. Nakon KF Shqiponja 2006. godine odlazi u KF Besa Peć a potom 2007. godine u crnogorski klub Budućnost iz Podgorice. U sezoni 2007./08. s Budućnosti osvaja prvenstvo Crne Gore i igra finale Crnogorskog kupa a u sezoni 2008./09. bio je najbolji strijelac Prve crnogorske nogometne lige s 18 pogodaka. Godine 2010. odlazi u GNK Dinamo Zagreb s kojim potpisuje petogodišnji ugovor. Svoja prva dva zgoditka za Dinamo postiže na utakmici 1/16 hrvatskog nogometnog kupa, u Dinamovoj pobjedi od 6:0 protiv Zadrugara iz Hrastovskog, 22. rujna 2010. godine. Prvi ligaški zgoditak za Dinamo u postiže 3. listopada 2010. godine u 10. kolu sezone 2010./11. u utakmici protiv NK Istre 1961.
U veljači 2014. nakon 4 godine igranja u zagrebačkom Dinamu, Beqiraj odlazi u redove kineskog Changchun Yatai.

## Reprezentativna karijera
Beqiraj igrao je pet utakmica za mladu crnogorsku nogometnu reprezentaciju. Za crnogorsku nogometnu reprezentaciju debitirao je u ožujku 2009. godine protiv Italije u kvalifikacijskoj utakmici za odlazak na Svjetsko prvenstvo u nogometu 2010. godine u Južnoj Africi. Prvi zgoditak za crnogorsku nogometnu reprezentaciju postiže u prijateljskoj utakmici protiv nogometne reprezentacije Azerbajdžana odigranoj u Podgorici 17. studenog 2010. godine.

## Priznanja

### Individualna
GNK Dinamo Zagreb
- Najbolji strijelac 1. HNL u sezoni 2011./12. s postignutih 15 pogodaka.

### Klupska
FK Budućnost Podgorica
- Prvak Crne Gore (1): 2007./08.

GNK Dinamo Zagreb
- Prvak Hrvatske (4): 2010./11., 2011./12., 2012./13., 2013./14.
- Hrvatski nogometni kup (2): 2010./11., 2011./12.
- Hrvatski superkup (1): 2013.

FK Dinamo Minsk
- Pervij divizion FNL (1): 2016./17.

## Vanjske poveznice
- Fatos Bećiraj na hnl-statistika.com
- Fatos Bećiraj, statistika na Sportnet-u  Arhivirana inačica izvorne stranice od 28. listopada 2010. (Wayback Machine)
- "Volim borbu i nikada ne odustajem", članak na Sportnet-u  Arhivirana inačica izvorne stranice od 3. rujna 2010. (Wayback Machine)
- (engl.) Fatos Bećiraj na Soccerway.com
- (crnog.) Fatos Bećiraj, statistika na FSCG  Arhivirana inačica izvorne stranice od 5. listopada 2011. (Wayback Machine)